# 佐竹氏

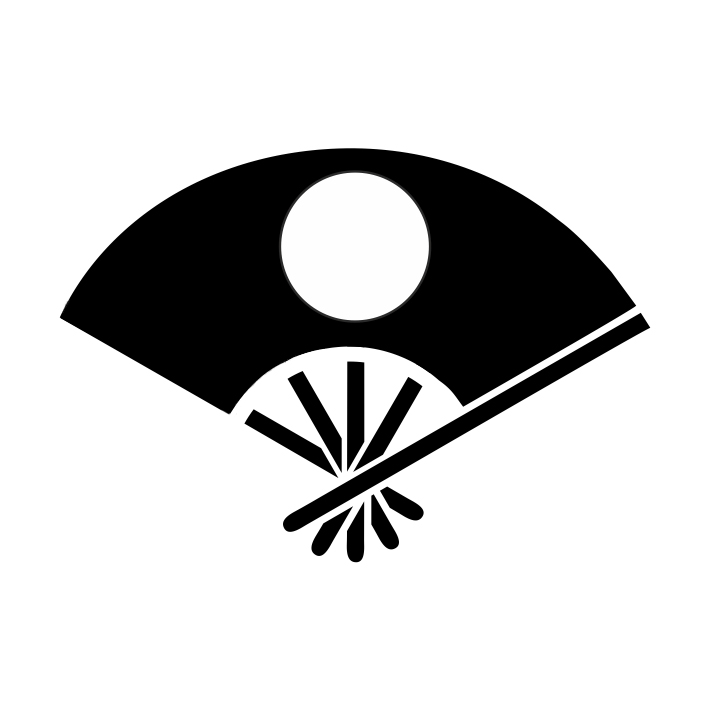
丸に日の丸扇紋

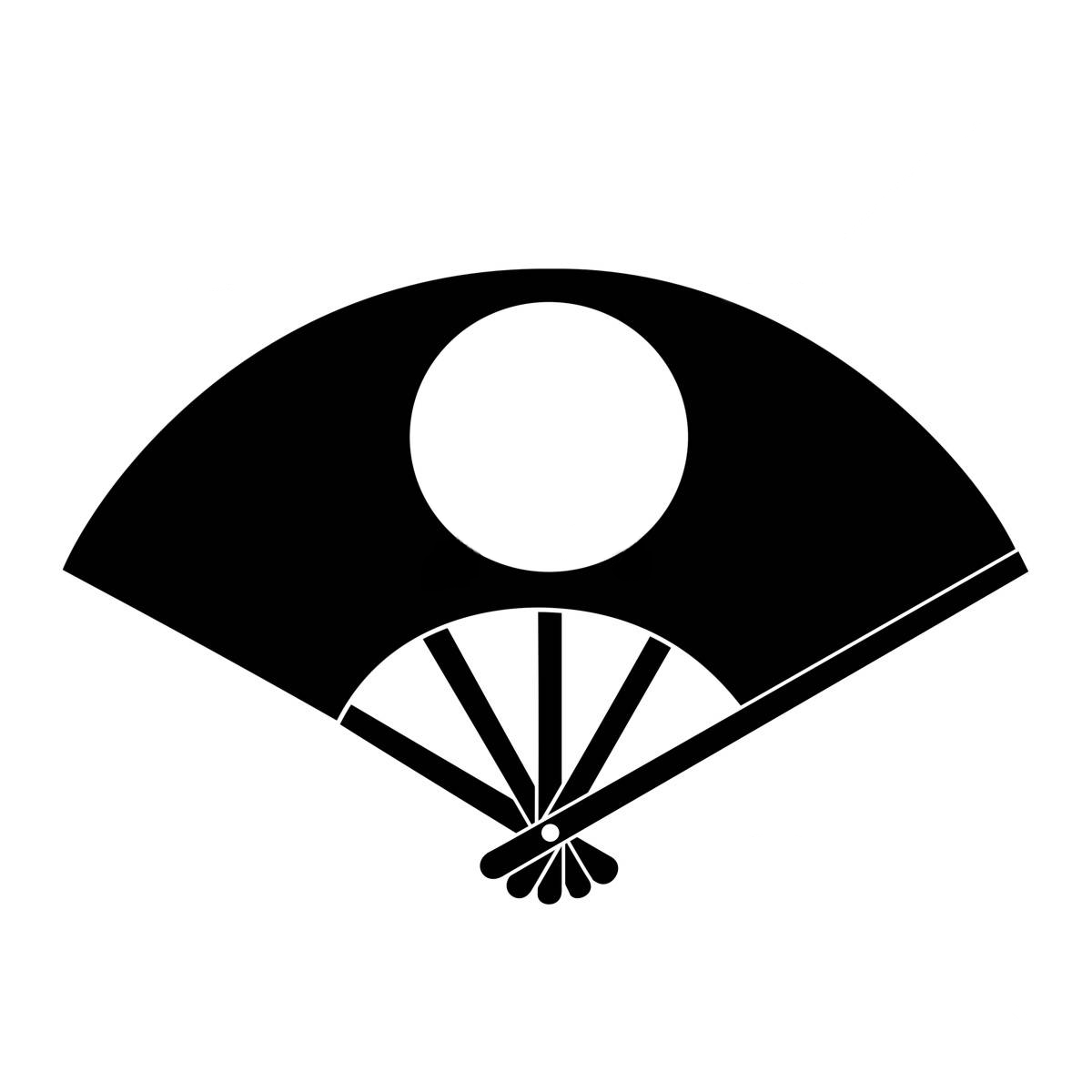
五本骨扇に月丸「佐竹義重の家紋は」

佐竹氏（日语：／ Satake-shi）是日本的武家之一。本姓源氏。家系是清和源氏的一家系河內源氏流，是以新羅三郎義光為祖先的常陸源氏嫡流。與武田氏代表的甲斐源氏是同族。通字是「義」。家紋是「扇月」（扇に月，一般被稱為「日之丸扇」（」）），其他的有源氏香（花散里）、笹龍膽、佐竹桐、丸釘貫（丸に釘貫）、丁子巴、鐵線，總共7個家紋並稱「御當家七御紋」。因為屬於源氏，因此作為戰國大名、藩主、華族而有明確的系譜流傳到現代，是一個非常大的氏族。

## 出自
佐竹氏是與甲斐源氏的一族相同的源賴義的兒子源義家的弟弟源義光的子孫義光流源氏的一族。關於佐竹氏的初代當主，一說是新羅三郎義光的兒子源義業（常陸源氏祖、進士判官）；另一說是義業的兒子源昌義，而昌義居住在常陸國久慈郡佐竹鄉（現今茨城縣常陸太田市）而以地名「佐竹」為姓，因此一般都是以昌義為初代當主。關於家名，傳說是昌義在常陸太田市的佐竹寺中看見只有一節的竹子，以此為瑞兆並自稱佐竹氏。

## 平安時代至鎌倉時代
平安時代後期，佐竹氏支配著被稱為奧七郡的多珂郡、久慈東郡、久慈西郡、佐都東郡、佐都西郡、那珂東郡、那珂西郡等常陸北部7郡，與在常陸持有強大勢力的常陸平氏一族大掾氏建立親戚關係，因此築起強大的勢力基礎。還與中央的伊勢平氏、東國的奧州藤原氏連結、積極介入常陸南部等，確立常陸的有力豪族的地位。
在治承壽永之亂中，佐竹氏作為清和源氏的一族從加入平家，因此被源賴朝沒收所領。後來跟隨賴朝參加奧州合戰。此時使用純白旗參戰，因為與賴朝的旗一樣會造成紛擾，於是被命令在白旗上加上扇子圖案。這個扇子圖案中畫有滿月，以後佐竹氏的家紋就使用「扇月」（扇に月，一般被稱為「日之丸扇」（日の丸扇））。
在鎌倉時代中，奧七郡的支配權被宇佐見氏、伊賀氏、二階堂氏等奪去，後來北條氏等獲得此郡的地頭職，佐竹氏在此時度過了權勢低下的時代。

## 室町時代
進入室町時代後，佐竹氏因為很早就呼應足利氏而被任命為守護職，而因為以鎌倉公方為主君的關係，於是經常被捲入足利將軍家和鎌倉公方的鬥爭。佐竹氏以鎌倉府重鎮的身份相當活躍，第3代鎌倉公方足利滿兼在關東地方向8個有力武家賜予屋形號而制定了關東八屋形的格式，佐竹氏亦被列入其中，以後佐竹氏的當主就被尊稱為「御屋形大人」（お屋形さま）。
不過因為佐竹氏宗家第11代當主佐竹義盛沒有兒子，於是迎藤原北家的勧修寺流的關東管領上杉氏的佐竹義人為婿養子和第12代當主，在佐竹氏庶家引入佐竹男系血筋的山入氏對此不滿並向宗家翻起反旗。山入氏連結室町幕府並奪取佐竹宗家的常陸守護職，於是引發山入之亂（山入一揆），更因為在名義上的臣下（實際上是獨立勢力）大掾氏和那珂氏（後來的江戶氏）的存在等，此時佐竹氏的勢力基礎可說是相當脆弱。而且亦有內紛，於是進入日本戰國時代後的佐竹氏亦在常陸統一上顯得極之困難，連成為戰國大名的時間亦很遲。

## 戰國時代
進入日本戰國時代後，佐竹氏第15代當主‧被稱為「中興之祖」的佐竹義舜討伐山入氏，成功制壓常陸北部。不過江戶氏仍然持續著不穩的活動，還有以制覇關東地方的後北條氏的侵攻等，統一常陸陷入非常困難的狀況。
義舜的曾孫‧佐竹氏第18代當主義重是被稱為「鬼義重」的名將。在義重的時代，佐竹氏逐漸擊破江戶氏和小田氏等，成功把常陸的大半部份置於支配之下，令佐竹氏飛躍成為戰國大名。滅亡的武田氏浪人小山田氏等的仕官令家臣團得到強化亦是理由之一。
與甲斐武田氏同盟（甲佐同盟），與後北條氏在天正12年（1584年）於沼尻（現今栃木縣栃木市）對決（沼尻合戰）。還有進攻奧州南部、令白河結城氏臣服、把石川氏、岩城氏等置於影響之下、與三春城的田村氏對抗中確立奧州國人盟主的地位。因此與義重的正室的姪子伊達政宗對立，義重與蘆名氏和二階堂氏、岩城氏等結成同盟，與企圖在奧州建立覇權的政宗在天正13年（1585年）於人取橋（現今福島縣本宮市）對決（人取橋之戰）。佐竹方率領3萬大軍，以多於伊達方接近10倍的兵力進攻，伊達方受到極大損害，但是在一夜間撤退，結果此役成為伊達方強化奧州覇權的契機。
不過義重在日本戰國時代中擴大領國，在兒子義宣的時代參加豐臣秀吉的小田原征伐，在秀吉的太閤檢地後被承認是常陸54萬5千8百石的大名（但是常陸國內的土浦城、下館城一帶被當作結城氏的所領）。水戶城的江戶重通因為沒有參加小田原征伐而被沒收所領，佐竹氏把居城由太田城移到水戶城。
慶長5年（1600年），義宣在關原之戰中因為無法統一家中的意見而採取中立態度。戰後處理在翌年結束。慶長7年（1602年）3月，義宣上洛並在伏見城謁見德川家康。5月8日，家康突然命令義宣轉移至出羽國。7月27日，在石高不明的情況下被轉封至秋田、仙北（『梅津政景日記』）。關於在關原之戰中的行動，被家康發覺與上杉景勝結盟的密約。而相當接近德川氏本據地江戶的佐竹氏和同族的多賀谷領（岩城宣隆）、岩城領（岩城貞隆）、相馬領（相馬義胤）的勢力圈加上總共有80萬石以上，而因為沒有直接參加合戰而保留了實力，因此被視為威脅。於是佐竹氏就從由平安時代後期以來先祖傳來之地的常陸離去。
在處理之際，細川忠興進言「大大名佐竹氏沒有出羽一國的話，家臣可能會因為奉祿不足而引發亂事」（大大名の佐竹氏には出羽一国でなければ家臣を賄いきれず変事が起きるかもしれない），但是德川家康的側近本多正信、正純父子則說「如果給與出羽一國則與常陸沒有分別，所以給與半國就可以」（出羽一国を与えるのでは常陸と変わらないから半国でよし），因此家康聽從正信、正純的意見（『梅津政景日記』）。後來在正純於政治鬥爭中失勢時（宇都宮城釣天井事件），幕府把正純禁閉在佐竹氏的領地，正純被流放到出羽横手，亦因為與佐竹氏有仇的關係而沒有收到特別照顧，於是正純就這樣在横手城度過餘生。

## 江戶時代以降
在江戶時代中支配久保田藩並以外样大名的身份存續。轉封時沒有明示的石高在寬文4年（1664年）4月2日被決定是20萬5千8百石（實際是40萬石）。其中5千8百石是慶長10年（1605年）10月17日追加的下野國河內郡、都賀郡的外飛地11條村（『梅津政景日記』）。
元祿14年（1701年），佐竹氏第21代當主‧久保田藩第3代藩主佐竹義處向弟弟佐竹義長分與2萬石，向姪子佐竹義都分與1萬石，令其建立久保田新田藩（因為屬於新田分知，所以久保田藩的石高不變）。其中以佐竹義都為初代藩主的久保田新田藩在享保17年（1732年）因為義都的兒子佐竹義堅成為久保田藩第5代藩主佐竹義峯的嗣子而被廢藩，封地變回久保田藩。另一方面，以佐竹義長為初代藩主的久保田新田藩因為歷代藩主都敘任壹岐守而被稱為「佐竹壹岐守家」在明治2年（1869年）改稱岩崎藩。
明治17年（1884年），佐竹氏第30、32代當主‧舊久保田藩主佐竹義堯敘任侯爵，佐竹壹岐守家（舊久保田新田藩）當主佐竹義理敘任子爵。明治22年（1889年），佐竹壹岐守家出身並成為義堯養子並一時間繼承宗家的佐竹義脩敘任男爵。此外關於家臣佐竹四家（東西南北家），明治33年（1900年）佐竹西家的佐竹義遵、佐竹南家的佐竹義雄、佐竹北家的佐竹義尚敘任男爵；明治39年（1906年）佐竹東家的佐竹義準敘任男爵。東洋製作所的原社長佐竹義利是佐竹東家出身，現今秋田縣知事佐竹敬久是佐竹北家出身。
另外，關於佐竹氏宗家（舊久保田藩主）不是被封為伯爵而是侯爵，一說指是因為在戊辰戰爭中加入新政府軍的關係，另一說指是因為久保田藩的實際石高比起表面高石多出很多。

## 系譜
粗體字代表當主，粗線代表實子，幼線代表養子
```
　
源賴義
（
河內源氏流
）
　　┣━━━━┳━━━━┓
　
源義家
　　
源義綱
　　
源義光

　　┏━━━━━━━━━╋━━━━━━━━━┳━━━━━━━━━┓
　
源義業
（
常陸源氏祖
）
源實光
　　　
源義清
（
甲斐源氏祖
）  　
源盛義
（
信濃源氏祖
）
　　┣━━━━━━━━━━━━━┳━━━━━━━━━┓
 
佐竹昌義
1
         　     
山本義定
      　     
行儀
　　　　　　　　　　
　　┣━━━━━┳━━━┓     ┣━━━━┓
 
大掾忠義
　 　
隆義
2
 　
義宗
　
山本義經
  
柏木義兼

　　　　　　　　┃
　　　　  　　
秀義
3

　　　　　　　　┃
　　　　  　　
義重
4

　　　　　　　　┣━━━━━┳━━━━━┓
　　　　  　　
長義
5
  　 
額田義直
　　
岡部義綱

　　　　　　　　┃
　　　　  　　
義胤
6

　　　　　　　　┃
　　　　  　　
行義
7
 
　　　　　　　　┃
　　　　  　　
貞義
8

　　　　　　　　┣━━━━━━┳━━━━━━┓
　　　　  　　
義篤
9
 　  　
小瀨義春
　　
山入師義

　　 ┏━━━━┫　　　　 　┏━━━━━┫
 
小場義躬
　　 
義宣
10
 　   
山入言義
　　
山入與義

　　 ┃　　　  ┣━━━━━┓　　　　   ┣━━━━━┳━━━━━┓
 
小場惟義
　 　
義盛
11
　　　 
義有
　   　
山入義鄉
　　
山入祐義
　 
小田野自義

　　 ┃　　　  ｜　　　    　　　　     ┃　　  　　┣━━━━┓
 
小場義信
　　 
義人
12
（本是
上杉氏
）    
山入義信
　　
山入義知
　
山入義真

　 　┃　　　　┣━━━━━┓　　　  　  ┃　　　 　　┃
 
小場義實
　　 
義俊
13
　　　 
實定
　   　
高柿久高
　　
山入義藤

　　 ┃　　　　┃　　  　　┃　　　  　  ┃　　　 　　┃
 
小場義忠
　　 
義治
14
　　　 
義定
　   　
高柿康信
　　
山入氏義

　　　　　　　　┣━━━━━━━━━━━━┳━━━━━━━━━━━━━━━━━━━━┓
　　　　 　　 
義舜
15
　　　　　        　
義信
　　       　　　　　　　　　　　　　
政義
　　　　
　　 ┏━━━━╋━━━━┳━━━━┓　   ┣━━━━━━━━━━━━━━┓　　　　  ┃
 
今宮永義
　 　
義篤
16
 
宇留野義元
　 
義里
　 
義住
　　　　　　　　　　　　　
義廉
　　　 　
義堅

　　　　　　　　┃　　　　　 　　　　　　　　　　　　　　 　　　　　　  ┃　  ┏━━┫
　　　　  　　
義昭
17
　　　　　　　　　　　　　　　　　　　　　　　　　　
義斯
  
義喬
　
義久

　　　　　　　　┣━━━━━━━━━━━━━━━━━━━━━━━━━┓　 ┃　　　　　┃
　　　　  　　
義重
18
　　　　　　   　　　　   　  　　　　　　　　
義尚
　
義憲
　　　　
義賢

　　┏━━━━━╋━━━┳━━━━┳━━━━┳━━━┓　　　　　　　┃
　 
義宣
19
　
蘆名義廣
　
岩城貞隆
　
岩城宣隆
　　
義直
　女子
高倉永慶
室　 
義種

　　　　　　　　┃　　　┃　　　　　　┏━━━━━━╋━━━━┓　　┃
　　　　　 
蘆名盛俊
  　
義隆
20
　　　
高倉永敦
　　 　
義隣
　 　 
義寬
　
義章

　　┏━━━━━━━━━╋━━━━━┓　　　　　　　┣━━━━┓　　┣━━━━━━━┓
　 
義寘
（
式部少輔家
） 
義處
21
　　　
義長
（
壹岐守家
）
義明
     
義秀
　
光聚院
（
義隆
室）
義著

　　┃　　　┏━━━┳━┻━┓　　　┣━━━┓　　　　　　　　┃
　 
義都
　　
義苗
  
相馬敘胤
　
義格
22
　
義峯
23
 
明鏡院
（
義道
室）  
義本

　　┃　　　　　　　┃　　　　　　　┃　　　　　　　　　　　　┃
　 
義堅
　　　　　
相馬德胤
　　　　　女子（
義明
室）　　　　　　
義道
（
義長
養子）
　　┃　　　　　　　┃　　　　　　　　　　　　　　　　　　　　┣━━━━━━━━┳━━┳━━━┓
 　
義真
24
     
相馬恕胤
　　　　　　　　　　　　　　　　　　　 
義明
25
　　　　　　
義敏
　
義忠
 
蜂須賀重喜

　　　　　　　　　　┃　　　　　　　　　　　　　　　　　　　  ┣━━━━┓　　　┃　　┃
　　　　　　　　 
相馬祥胤
　　　　　　　　　　　　　　　　　　
義敦
26
　　
義方
　　
義祇
　
義恭

　　┏━━━━━━━┫　　　　　　　　　　　　　　　　　　　　┃　　　　┃　　　┃　　┃
 
相馬樹胤
　　　　
相馬益胤
　　　　　　　　　　　　　　　　　　
義和
27
　
那須資礼
　
義知
　
義純

　　┏━━━━━━━┻━━━━━━━━━┳━━━━━━┓　　　┃
 
相馬充胤
　　　　　　　　　　　　　　　
義堯
30/32
　　 
義諶
　　
義厚
28

　　┣━━━━┳━━━━┓　　　　　　　┃　　　　　　┃　　　┃
 
相馬誠胤
　　
義理
　　
相馬順胤
　　　　　
義生
33
　　　  
義脩
31
　
義睦
29

　　┃　 （
義諶
養子）　 ┃　　　　　　　┣━━┳━━┓
 
織田信恒
　　　　　　
相馬孟胤
　　　　　
義春
34
義通
　
義勝

　　　　　　　　　　　　　　　　　　　　┃
 　　　　　　　　　　　　　　　　　　　
義榮
35

　　　　　　　　　　　　　　　　　　　　┠────┐
 　　　　　　　　　　　　　　　　　　　義忠　 
孝
36
（本是
大給松平氏
）
　　　　　　　　　　　　　　　　　　　　　　　┣━━━┓
　　　　　　　　　　　　　　　　　　　　　　 
基博
　　
章博
```

## 常陸守護職佐竹家臣團（直臣團）
以下是佐竹氏的直臣和陪臣並活躍的武家（『佐竹家臣系譜』）。
- 會田氏
- 青柳氏
- 赤須氏
- 阿久津氏
- 淺川氏
- 安島氏
- 荒卷氏
- 安藤氏

- 飯嶋氏
- 石井氏
- 磯野氏
- 井上氏
- 植木氏
- 牛丸氏
- 打越氏
- 內山氏
- 宇留野氏
- 江戶氏
- 江橋氏
- 海老根氏

- 大內氏
- 大窪氏
- 大關氏
- 大高氏
- 大繩氏
- 大森氏
- 大山氏
- 岡本氏
- 小川氏
- 小田氏
- 小田野氏
- 小貫氏
- 小野岡氏
- 小野崎氏

- 梶山氏
- 柏氏
- 加藤氏
- 加藤木氏
- 金澤氏
- 嘉成氏
- 金田氏
- 上遠野氏
- 神長氏
- 鴨志田氏
- 川井氏
- 川上氏
- 川崎氏

- 川野邊氏
- 菊池氏
- 岸氏
- 貴志氏
- 木村氏
- 桐原氏
- 鯨岡氏
- 國谷氏
- 國安氏
- 久米氏
- 栗田氏
- 車氏
- 黑澤氏
- 郡司氏
- 小磯氏
- 鯉渕氏
- 國分氏
- 小林氏
- 小松氏
- 小松崎氏
- 小室氏

- 齋藤氏
- 西丸氏
- 佐川氏
- 佐藤氏
- 猿田氏
- 信太氏
- 清水氏
- 白石氏
- 杉山氏
- 菅谷氏
- 介川氏
- 鈴木氏
- 須藤氏
- 關氏

- 高柿氏
- 高久氏
- 高村氏
- 高安氏
- 田代氏
- 立原氏
- 田所氏
- 茅根氏
- 武士氏
- 德川氏
- 豐田氏

- 那珂氏
- 長倉氏
- 長山氏
- 西村氏
- 仁平氏
- 根本氏
- 野內氏
- 野上氏
- 野口氏

- 芳賀氏
- 萩野谷氏
- 塙氏
- 濱野氏
- 樋口氏
- 人見氏
- 深澤氏
- 福地氏
- 袋田氏
- 藤田氏
- 堀江氏

- 前澤氏
- 真壁氏
- 益子氏
- 增淵氏
- 松平氏
- 松山氏
- 三村氏
- 向氏

- 谷田部氏
- 八柳氏
- 山方氏
- 吉澤氏
- 吉田氏
- 吉成氏

- 綿引氏
- 和田氏
- 和知氏

## 陪臣
佐竹氏一門 佐竹東家家臣
- 安島氏

- 飯嶋氏

- 大繩氏

- 小貫氏

- 國安氏

- 關氏

- 高村氏

- 人見氏

常陸守護代 小野崎氏家臣
- 赤津氏

- 赤須氏

- 石佐氏

- 江畑氏

- 大森氏

- 瀧氏

- 武士氏

- 茅根氏

- 天龍氏

- 中郡氏

- 波氏

常陸守護代 江戶氏家臣
- 安島氏

- 飯嶋氏

- 打越氏

- 大高氏

- 小田野氏

- 海老澤氏

- 佐川氏

- 立原氏

- 茅根氏

佐竹氏庶流 小野岡氏家臣
- 梶山氏

- 立原氏

佐竹氏庶流・頃藤城主 小川家家臣
- 神長氏

- 清水氏

羽黑城主 向氏家臣
- 遠藤氏

大橋城主 茅根氏家臣
- 小野瀬氏

真壁城主 真壁氏家臣
- 田口氏

- 長岡氏

- 成田氏

舊小田城主 小田氏
- 飯塚氏

- 仙波氏

- 田伏氏

- 羽生氏

## 外部連結
- 秋田市立佐竹史料館（页面存档备份，存于）
- 秋田縣知事・佐竹のりひさ 公式Webサイト（页面存档备份，存于）－佐竹秋田縣知事的官方網站
- 佐竹義宏のホームページ（页面存档备份，存于）－佐竹南家第21代當主佐竹義宏的網站